# Edward Bernays

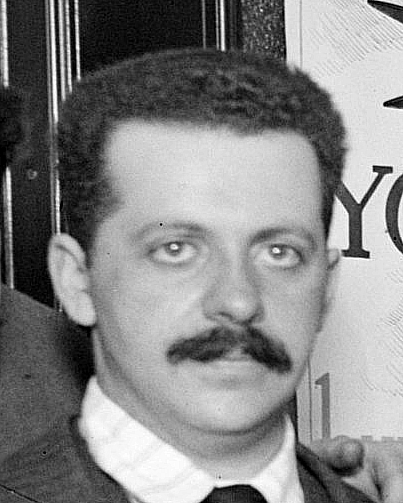
Edward Bernays, 1917

Edward Louis Bernays (* 22. November 1891 in Wien; † 9. März 1995 in New York) war ein US-amerikanischer Pionier auf dem Gebiet der Öffentlichkeitsarbeit und Propaganda und wurde in seinem Nachruf als "der Vater der Propaganda" bezeichnet. Bernays gilt neben Ivy Lee und anderen als Begründer der von ihm später in Public Relations umbenannten modernen Theorie der Propaganda. Als Public Relations Counselor war er auch federführend bei der praktischen Umsetzung seiner Erkenntnisse in teilweise spektakulären Kampagnen der psychologischen Kriegsführung, der politischen Propaganda und der kommerziellen Werbung.

## Leben

Stammbaum Edward Bernays

Edward Bernays war ein Neffe Sigmund Freuds und ein Urenkel des Hamburger Rabbiners Isaak Bernays. Seine Mutter war Freuds Schwester Anna, sein Vater Ely Bernays war der Bruder von Freuds Ehefrau Martha.
Die in Wien ansässigen Eltern wanderten kurz nach der Geburt Edwards in die USA aus. 1892 zog die Familie nach New York City, wo er die DeWitt Clinton High School besuchte. 1912 erlangte er einen Abschluss in Agrarwissenschaft an der Cornell University, begann jedoch eine journalistische Karriere.
1922 heiratete Bernays seine Freundin Doris Fleischman, die er schon aus Jugendzeiten kannte und die später in seinem ersten Unternehmen mitarbeitete. Ein Jahr zuvor hatte sie sich der Lucy Stone League angeschlossen, einer amerikanischen Frauenrechtsorganisation, die sich dafür einsetzte, Frauen nach der Eheschließung zu gestatten, ihren Geburtsnamen zu behalten. In ihrer Hochzeitsnacht im New Yorker Waldorf-Astoria unterschrieb Doris Fleischman Bernays mit ihrem Geburtsnamen. Als erster Ehefrau stellte ihr das US-Außenministerium drei Jahre später einen Pass allein auf ihren Geburtsnamen aus.
Sein Leben fand in dem Film Edward Bernays und die Wissenschaft der Meinungsmache (2017) einen dokumentarischen Niederschlag.

### Persönliches Verhältnis zu Sigmund Freud
Bernays bewunderte seinen „Uncle Sigi“ und nutzte das Verwandtschaftsverhältnis, um Werbung in eigener Sache zu betreiben. So feierte er beispielsweise dessen runde Geburtstage öffentlich in den USA in zumeist elitärer Gesellschaft. Seine Tochter Anne beschrieb, dass Bernays bei jedem Treffen mit einer ihm unbekannten Person sicherstellte, dass diese direkt erfuhr, dass er mit Sigmund Freud verwandt war. Wie Freud dagegen umgekehrt zu seinem Neffen stand, ist weniger klar. Freud gab seinen Biographen ohnehin nur ungern tiefere Einblicke.
Aus einigen Briefwechseln, welche die Library of Congress in Washington aufbewahrt, geht allerdings hervor, dass Bernays sich viel Mühe gab, seinem Onkel zu gefallen, der je nach Umständen teilweise reserviert, teilweise freundlich antwortete. Auch die Schilderungen seines Neffen aus den USA kümmerten Freud kaum: „Was du von meiner Popularität in Amerika schreibst, amüsiert mich sehr und macht mir wenig Eindruck.“ Bernays hielt dennoch stets freundlichen Kontakt zu seinem Onkel und zur gesamten Familie Freud, nahm Stellung zu öffentlichen Angelegenheiten um Sigmund Freud und unterstützte Familienmitglieder durch Geldsendungen.

## Bernays’ Arbeit

### Theoretische Grundlagen
Bernays war Pionier in der Anwendung von Forschungsergebnissen der noch jungen Psychologie und Sozialwissenschaften in der angewandten Öffentlichkeitsarbeit. Seine Erfolge in der Öffentlichkeitsarbeit halfen, die Psychoanalyse Freuds in den Vereinigten Staaten von Amerika zu popularisieren. Das Freud’sche Menschenbild ist grundlegend für Bernays’ Wirken und Argumentation: Der Mensch ist ein irrationales, von unbewussten Triebimpulsen motiviertes Wesen, das notwendig kultureller Bändigung und Steuerung bedarf. Dies gilt insbesondere für die Psychologie der Masse. Auf dieser Grundlage entwickelte er Kampagnen zur Meinungsbeeinflussung auf Basis damals aktueller Erkenntnisse der Massenpsychologie. Bernays argumentierte:

„Wenn wir den Mechanismus und die Motive des Gruppendenkens verstehen, wird es möglich sein, die Massen, ohne deren Wissen, nach unserem Willen zu kontrollieren und zu steuern.“

Er bezeichnete diese auf Wissenschaft basierende Technik der Meinungsformung als engineering of consent (sinngemäß: Technik zur Herstellung von Zustimmung und Konsens). Bernays bekanntestes Buch Propaganda (1928) beginnt im ersten Kapitel Organising Chaos mit den „brutal offenen“ Worten:

“The conscious and intelligent manipulation of the organized habits and opinions of the masses is an important element in democratic society. Those who manipulate this unseen mechanism of society constitute an invisible government which is the true ruling power of our country.
We are governed, our minds are molded, our tastes formed, our ideas suggested, largely by men we have never heard of. This is a logical result of the way in which our democratic society is organized. Vast numbers of human beings must cooperate in this manner if they are to live together as a smoothly functioning society.
Our invisible governors are, in many cases, unaware of the identity of their fellow members in the inner cabinet.
They govern us by their qualities of natural leadership, their ability to supply needed ideas and by their key position in the social structure. Whatever attitude one chooses to take toward this condition, it remains a fact that in almost every act of our daily lives, whether in the sphere of politics or business, in our social conduct or our ethical thinking, we are dominated by the relatively small number of persons — a trifling fraction of our hundred and twenty million — who understand the mental processes and social patterns of the masses. It is they who pull the wires which control the public mind, who harness old social forces and contrive new ways to bind and guide the world.”

„Die bewusste und intelligente Manipulation der organisierten Gewohnheiten und Meinungen der Massen ist ein wichtiges Element der demokratischen Gesellschaft. Diejenigen, die diesen unsichtbaren Mechanismus der Gesellschaft manipulieren, bilden eine unsichtbare Regierung, die die wahre herrschende Macht unseres Landes ist.
Wir werden regiert, unser Geist wird geformt, unser Geschmack geformt, unsere Ideen vorgeschlagen, größtenteils von Menschen, von denen wir noch nie gehört haben. Dies ist ein logisches Ergebnis der Art und Weise, wie unsere demokratische Gesellschaft organisiert ist. Sehr viele Menschen müssen auf diese Weise zusammenarbeiten, um als reibungslos funktionierende Gesellschaft zusammenleben zu können.
Unsere unsichtbaren Gouverneure sind sich in vielen Fällen der Identität ihrer Kollegen im Innenkabinett nicht bewusst.
Sie regieren uns durch ihre natürlichen Führungsqualitäten, ihre Fähigkeit, die benötigten Ideen zu liefern, und durch ihre Schlüsselposition in der sozialen Struktur. Unabhängig von der Haltung, die man gegenüber diesem Zustand einnimmt, bleibt es eine Tatsache, dass wir in fast jedem Akt unseres täglichen Lebens, sei es im Bereich der Politik oder der Wirtschaft, in unserem sozialen Verhalten oder in unserem ethischen Denken, von der relativ kleinen Zahl dominiert werden von Personen – ein kleiner Teil unserer hundertzwanzig Millionen –, die die mentalen Prozesse und sozialen Muster der Massen verstehen. Sie ziehen an den Drähten, die das öffentliche Bewusstsein kontrollieren, nutzen alte soziale Kräfte und erfinden neue Wege, um die Welt zu binden und zu führen.“

 Aus Bernays’ Anthropologie resultiert somit die Notwendigkeit der Führung durch eine unsichtbare Elite, die manipulativ herrscht und die von der Irrationalität und kognitiven Fehleranfälligkeit der meisten Menschen ausgenommen ist. Neben Sigmund Freud und Gustave Le Bon nutzt Bernays einige weitere kontemporäre Sozialpsychologen und findet ebenfalls Anregung im Journalismus seiner Zeit, unter anderem bei Walter Lippmann.

### Aufbau einer PR-Kampagne
Bernays entwickelte einen Acht-Punkte-Plan zur Durchführung einer PR-Kampagne, der häufig als Grundlage vieler PR-Kampagnen weltweit Verwendung findet und ebenso als Basis für die Arbeit gemeinnütziger Organisation dienen kann:
1. Define your objectives – Definiere Deine Ziele.
2. Conduct research – Führe Forschungen durch.
3. Modify your objectives based on that research – Verändere Deine Ziele auf Basis dieser Forschungen.
4. Set a strategy – Lege eine Strategie fest.
5. Establish themes, symbols, and appeals – Erstelle Themengebiete, Symbole und Anreize.
6. Create an organization to execute your strategy – Rufe eine Organisation ins Leben, um deine Strategie auszuführen.
7. Decide on timing and tactics – Entscheide über den Zeitplan und die Taktiken.
8. Carry out your plans – Führe deine Pläne aus.

Eine seiner bevorzugten Techniken zur Manipulation der öffentlichen Meinung war die indirekte Nutzung prominenter Dritter: „Wenn man die Gruppenführer beeinflussen kann, entweder mit oder ohne deren bewusste Zusammenarbeit, beeinflusst man automatisch deren Gruppe.“

## Praktisches Wirken

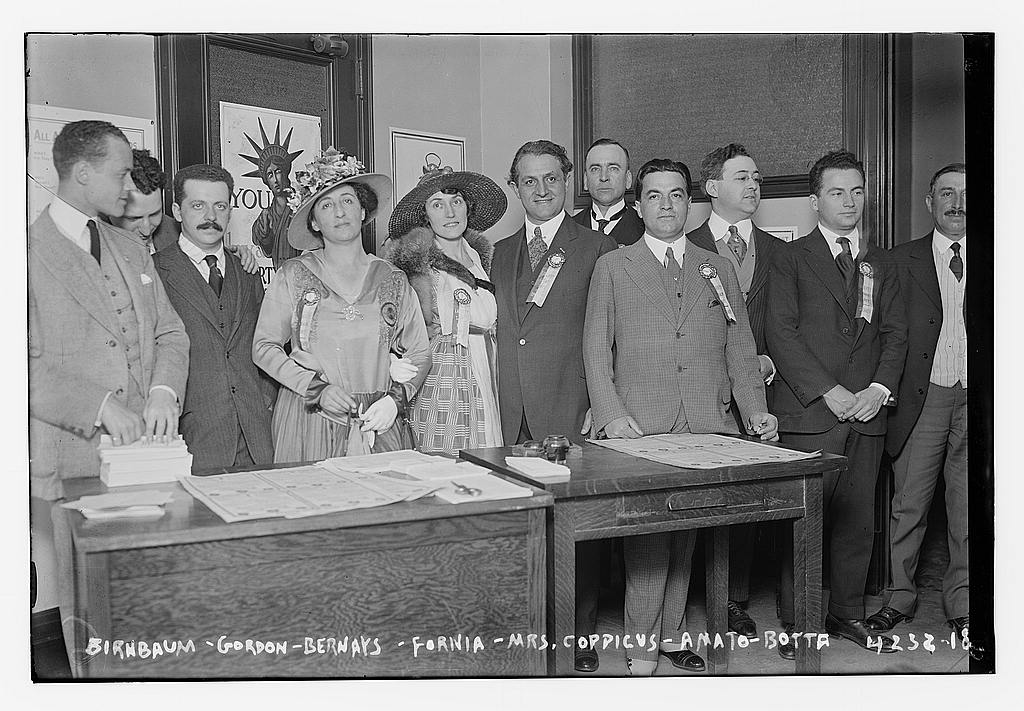
Edward Bernays (3. von links) 1917 bei der Eröffnung der Liberty-Bond-Verkaufsstelle in der Aeolian Hall (New York)

### Kriegspropaganda
Bernays unterstützte die amerikanische Regierung unter Wilson im Ersten Weltkrieg im Committee on Public Information (CPI) bei ihrem Bemühen, Zustimmung der Öffentlichkeit für einen Kriegseintritt der USA zu erzielen. Seine Kampagne im Kriegsjahr 1917 stellte er unter den Slogan: „Make the world safe for democracy.“
Bernays arbeitete für das Bureau of Latin-American Affairs in New York. Mit Lieutenant F. E. Ackerman konzentrierte er sich darauf, Unterstützung in Lateinamerika für die USA über dort ansässige amerikanische Firmen zu finden. Er bezeichnete diese Tätigkeit selbst als „psychologische Kriegsführung“.
Nach Kriegsende war Bernays Teil einer sechzehnköpfigen Arbeitsgruppe, die für das CPI in der Pariser Friedenskonferenz tätig war. Ein Skandal entstand, als er in einer Presseverlautbarung das Wort Propaganda benutzte: das „erklärte Ziel der entsendeten Arbeitsgruppe bestehe darin, die Arbeit der Pariser Friedenskonferenz zu interpretieren, um durch weltweite Propaganda amerikanische Erfolge und Ideale zu verbreiten“.

### Übertragung auf Politik und Werbung
In den Nachkriegsjahren versuchte er, die Wirksamkeit von Propaganda als Steuerungsmittel des Kaufverhaltens und politischer Meinungsbildung einer Massendemokratie auch in Friedenszeiten nutzbar zu machen.

“There was one basic lesson I learned in the CPI – that efforts comparable to those applied  by the CPI to affect the attitudes of the enemy, of neutrals, and people of this country could be applied with equal facility to peacetime pursuits. In other words, what could be done for a nation at war could be done for organizations and people in a nation at peace.”

„Es gab eine Grundlektion, die ich im CPI gelernt hatte – Unternehmungen ähnlich denen, die angewandt wurden, um die Einstellung des Gegners, Neutraler und Menschen des eigenen Landes zu beeinflussen, konnten auch mit gleicher Leichtigkeit für Ziele in Friedenszeiten eingesetzt werden. Anders gesagt, was für die Nation im Krieg getan werden konnte, das konnte für Organisationen und Menschen in der Nation auch im Frieden geleistet werden.“

Um den belasteten Begriff Propaganda zu vermeiden, benannte er sein Konzept in Public Relations um. Bernays arbeitete für verschiedenste Wirtschaftsunternehmen, aber auch für karitative Vereinigungen. Klienten waren u. a. der US-Präsident Calvin Coolidge, Procter & Gamble, CBS, British American Tobacco, United Fruit, General Electric und Dodge Motors. Ab den 1920ern wirkte er einige Jahre für die amerikanische Tabakindustrie, auch für die American Tobacco Company (ATC).
Das grundlegende Problem der Industrie in den Nachkriegsjahren bestand in der Stagnation der Nachfrage. Man kaufte nur, was man brauchte: Waren, die mit rationalen Kriterien wie Nützlichkeit und Qualität beworben wurden. War der Markt gesättigt, stagnierte das Geschäft.
Man musste also die Leute dazu bringen, Dinge zu kaufen, die sie nicht in dieser Weise brauchten. Bernays’ Strategie zielte auf einen Mentalitätswandel der potenziellen Käufer, die die Ware ihres symbolischen Charakters wegen erwerben sollten; der Konsument Bernays’ kauft Dinge zur Selbstdarstellung und zum Selbstausdruck: „Express yourself“ sollte zur maßgeblichen Maxime der Kaufentscheidung werden, die Werbung an das irrationale Begehren der Kunden appellieren.

#### Steigerung des Absatzes an Zigaretten

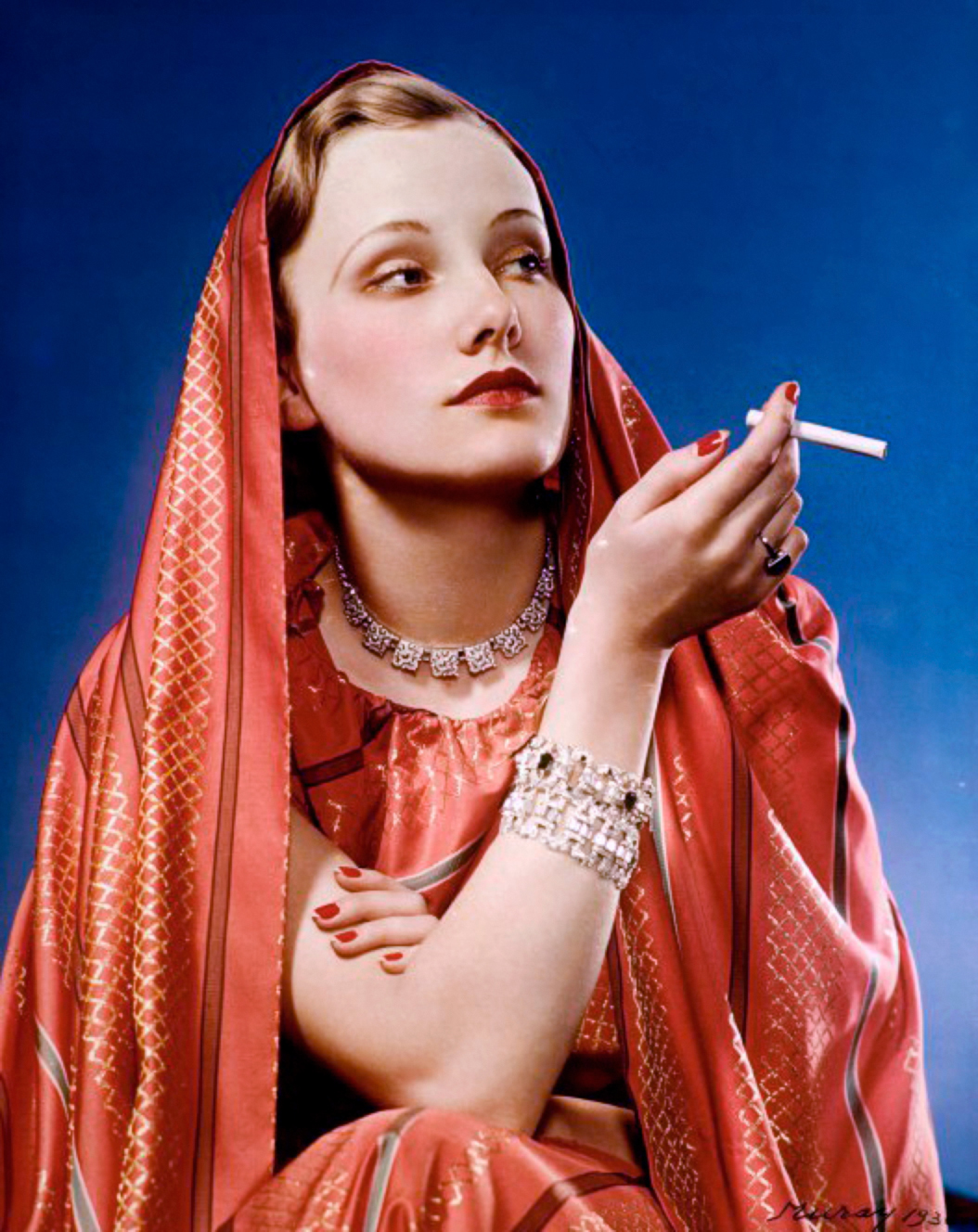
Zigarettenwerbung für Lucky Strike

Als die American Tobacco Company ihn bat, den Umsatz ihrer „Lucky Strike“-Zigaretten zu steigern, befragte Bernays Abraham Brill, den führenden Schüler seines Onkels in New York, nach dem symbolischen Mehrwert der Zigarette für das weibliche Unbewusste. Der bestätigte ihm den phallischen Symbolcharakter der Zigarette als Zeichen männlicher Macht und wies auf den Freud’schen Penisneid als unbewusste Motivation von Frauen im Umgang mit Zigaretten hin. Tatsächlich galt vor allem öffentliches Rauchen von Frauen zu dieser Zeit als Tabu.
Bernays versuchte, das Rauchen auch für Frauen akzeptabel und attraktiv zu machen. Er beeinflusste dazu unter anderem die Modeindustrie, den typischen Grünton der Lucky-Strike-Packungen zur Farbe der Saison zu machen. Er beauftragte öffentlichkeitswirksam eine Gruppe von Frauen und bat sie, sich für die Osterparade 1929 als Suffragetten zu verkleiden. Die Frauen marschierten durch New Yorks Fifth Avenue. Als Zeitungsreporter sie fotografierten, zündeten sie Zigaretten an und proklamierten diese als „torches of freedom“ (Fackeln der Freiheit). Die Werbestrategie zielte darauf ab, Zigaretten als Symbol weiblicher Emanzipation zu etablieren und den Widerstand der Frauen gegen das Rauchen zu brechen. Die Wirkung dieser PR-Kampagne darf aber bezweifelt werden und sie entspricht nicht den Bernays’schen Schilderungen, dass es nach seinem PR-Stunt einen Kulturwandel über Nacht gegeben habe. Vielmehr dient die Erzählung der Mythenbildung rund um die Person von Bernays, zu der auch die Arbeit mit Klienten wie General Motors oder Dodge gehört. Diese angeblichen Erfolgsstorys sind so einflussreich geworden, weil vor allem Bernays’ Autobiographie als Quelle biographischer Ansätze gedient hat.
Bernays selbst war die Gefahr des Rauchens für die Gesundheit ab 1930 bekannt, weshalb er versuchte, seine Frau Doris vom Rauchen abzuhalten. Rückblickend behauptete er dagegen 1961, wie aus einem Memorandum in der Library of Congress hervorgeht, hätte er damals gewusst, was er heute wisse, sei er sich nicht sicher, ob er für die Zigaretten-Industrie gearbeitet hätte. Dementsprechend arbeitete Bernays in den 1960er Jahren für eine Anti-Rauch-Kampagne. Diese Doppelmoral fiel auch den Zeitungen der Zeit auf.

#### Steigerung des Absatzes von Büchern
In den 1930ern arbeitete Bernays für einige große Verlagshäuser. Neben seiner Taktik, angesehene Personen der Öffentlichkeit zur Befürwortung der Wichtigkeit von Büchern für die Zivilisation zu bewegen, hatte er die Idee, Möbelhersteller zum verstärkten Einbau von Bücherregalen in die Stubenmöbel zu veranlassen. Seine einfache Theorie lautete: „Wo es Bücherregale gibt, wird es auch Bücher geben.“

#### Steigerung der Nutzung von Lkw
Ähnlich verfuhr Bernays, als er ab 1949 für Mack Trucks bzw. die amerikanische Truck-Industrie arbeitete. Um sich gegen die Eisenbahngesellschaften durchsetzen zu können, hatte Bernays einen indirekten und weitsichtigen Plan ausgeklügelt, von dem er zunächst seinen Auftraggeber überzeugen musste. Bernays gewann letztlich nicht nur die Zustimmung von Mack Trucks, sondern brachte in den 1950er-Jahren auch den US-Kongress dazu, Milliarden von US-Dollar in den Ausbau des Highway-Systems zu investieren.

#### Fluoridierung von Trinkwasser
Bernays half der Aluminum Company of America (Alcoa) und anderen Verbänden, die amerikanische Öffentlichkeit davon zu überzeugen, dass die Fluoridierung des Trinkwassers unschädlich und der Gesundheit zuträglich sei. Dies wurde durch eine Medienkampagne der Vereinigung der Zahnärzte erreicht.

#### Multiple Sklerose
Bernays arbeitete auch für die Amerikanische Gesellschaft für Multiple Sklerose. Er stellte fest, dass der Name der Krankheit zu kompliziert sei, „um von den meisten Amerikanern verdaut werden zu können“. Kurzentschlossen ließ er den Namen auf „MS“ abkürzen. Mitunter waren seine Kampagnen derart komplex, dass er selbst den Überblick verlor; manchmal – wie im Fall von „MS“ – waren sie aber auch im Grunde genommen sehr einfach.

### Einfluss auf Joseph Goebbels
Bernays behauptete in seiner Autobiographie, Joseph Goebbels habe sein Buch Crystallizing Public Opinion benutzt, um die antijüdische Propaganda im nationalsozialistischen Deutschland zu entwickeln. Bernays, selbst Jude, habe davon durch Karl von Wiegand, Deutschland-Reporter der amerikanischen Hearst-Zeitungen, erfahren. Dieser habe Goebbels besucht und mit ihm einen Rundgang durch dessen Bibliothek unternommen. Bernays kommentierte das in seiner 1965 erschienenen Autobiographie wie folgt:

“I knew that any human activity can be used for social purposes or misused for antisocial ones. Obviously the attack on the Jews of Germany was no emotional outburst of the Nazis, but a deliberate, planned campaign.”

„Ich wusste, dass jede menschliche Aktivität für soziale Zwecke benutzt oder asozial missbraucht werden kann. Offensichtlich war die Attacke gegen die Juden Deutschlands kein emotionaler Ausbruch der Nazis, sondern eine wohlüberlegte, geplante Kampagne.“

Es ist allerdings anzuzweifeln, ob diese Geschichte der Wahrheit entspricht. Bernays hat sie vielmehr im Sinne der Überlegung „All publicity is good publicity“ zu verschiedenen Zeitpunkten wiederholt. So auch in einem Gespräch mit der Washington Post zu seinem 100. Geburtstag. Während es verschiedene Querverbindungen über seinen PR-Konkurrenten Ivy Lee oder auch den Journalisten Will Irwin gibt, die eine Orientierung der nationalsozialistischen Propaganda an der Propaganda der USA des Ersten Weltkriegs nahelegen, ist die Nutzung der Bernays’schen Werke durch Joseph Goebbels nicht belegbar.

### Politische Propaganda

#### Wahlkämpfe
1924 unterstützte Bernays Calvin Coolidge in einer Imagekampagne. Dabei wurden Entertainer  wie Al Jolson, John Drew, Raymond Hitchcock und die Dolly Sisters ins Weiße Haus eingeladen, um ein Vaudeville aufzuführen. Dies wurde von der Presse verbreitet.
Herbert Hoover ließ sich 1932 von Bernays davon überzeugen, sich als unbesiegbaren Führer darzustellen und unter seinen Gegnern Uneinigkeit hervorzurufen.
Bernays beriet William O’Dwyer aufgrund demografischer Daten. Beispielsweise sollte er irische Wähler durch sein Vorgehen gegen die italienische Mafia gewinnen, die Italiener durch eine Reform des Polizeidepartments zu überzeugen. Den Juden sollte er als entschlossener Gegner der Nazis erscheinen.

#### Putsch in Guatemala
Sam Zemurray, Direktor der United Fruit Company, engagierte Edward Bernays 1944, um das Image seines Konzerns innerhalb der USA zu verbessern. Seit 1945 konzentrierte sich Bernays Arbeit für United Fruit jedoch zunehmend auf die Diskreditierung der Politik von Juan José Arévalo und Jacobo Arbenz, der ersten beiden demokratisch gewählten Präsidenten Guatemalas. Seine psychologische Kriegführung richtete sich gegen die von ihnen geplanten, demokratischen und sozialen Reformen, insbesondere gegen Arbenz’ Vorhaben, brachliegendes Land gegen eine angemessene Entschädigung zu enteignen, um damit landlose Bauern zu privaten Grundeigentümern zu machen. Als größte Landbesitzerin Guatemalas sah sich United Fruit von diesem Plan in ihrem Besitzstand bedroht.
Bernays überzeugte Arthur Hays Sulzberger, den Herausgeber der liberalen New York Times, Journalisten auf Kosten der United Fruit nach Guatemala zu schicken. Dort wurden sie mit Hilfe von Desinformation davon überzeugt, die guatemaltekische Regierung bestehe aus Marxisten, die ihr Land in einen Vorposten der Sowjetunion auf dem amerikanischen Kontinent verwandeln wollten. Die Serienberichte fielen im Kalten Krieg, speziell während der McCarthy-Ära, auf fruchtbaren Boden. Bald befassten sich weitere Medien mit der angeblich drohenden kommunistischen Gefahr in Guatemala, so dass in Bevölkerung und Regierung der USA allmählich die Bereitschaft zu einer gewaltsamen Intervention zunahm. Unterstützt von der CIA kam es 1954 tatsächlich zu einem Putsch guatemaltekischer Truppen gegen Arbenz und zur Errichtung einer Militärdiktatur unter Oberst Carlos Castillo Armas.
Mario Vargas Llosa, der peruanische Schriftsteller und Nobelpreisträger für Literatur, schildert diese Ereignisse
in seinem 2020 auf Deutsch erschienenen Tatsachenroman Harte Jahre.  Er schreibt darin, dass „die beiden Personen, die im zwanzigsten Jahrhundert das Schicksal Guatemalas, ja ganz Mittelamerikas am meisten beeinflusst haben, wahrscheinlich Edward L. Bernays und Sam Zemurray“ gewesen seien.

## Abhängigkeit von Walter Lippmann
Kaid, Negrine und Hallahan zeigten den starken Einfluss auf, den die Arbeit von Walter Lippmann auf Bernays und andere Väter der Öffentlichkeitsarbeit hatte: Bernays‘ Crystallizing Public Opinion enthält mehr als ein Dutzend Exzerpte und Verweise auf Lippmanns berühmte Monographie Public Opinion.

## Werke
- Crystallizing Public Opinion. Boni and Liveright, New York 1923; Neuauflage: Kessinger, New York 2004, ISBN 1-4179-1508-0.
- The Verdict of Public Opinion on Propaganda (Based on the article A public relations counsel states his views), 1927 by Universal Trade Press Syndicate.
- An Outline of Careers. 1927 (Herausgeber; Beitrag).
- Propaganda. Horace Liveright, New York 1928. Neuauflage: Ig Publishing, Brooklyn N.Y. 2005, ISBN 0-9703125-9-8; deutsche Erstausgabe: übersetzt von Patrick Schnur. orange-press, Freiburg im Breisgau 2007, ISBN 978-3-936086-35-5.
- Universities--pathfinders in Public Opinion, a Survey. 1937 (mit Doris Fleischman).
- Private Interest and Public Responsibility. Cooper Union, 1939.
- Speak up for Democracy. 1940.
- Democratic Leadership in Total War. Presented at Cleveland College of Western Reserve University, under the auspices of the Journalism Department. Foreword. 1943.
- The Postwar Responsibility of the American Press. Reprinted from Journalism quarterly. Vol. XXI, No. 2, June 1944.
- Take Your Place at the Peace Table. Gerent press, 1945.
- [Pamphlets] Issued in the Public Interest by Edward L. Bernays and Doris Fleischman Bernays, veröffentlicht 1945.
- Human Relations, the Way to Labor-management Adjustments… Pennsylvania State College, 1946 (Paper presented at the twenty-third annual Industrial Conference conducted by the School of Engineering of the Pennsylvania State College).
- Public relations. 1952.
- The Engineering of Consent (Herausgeber; erstes Kapitel von Bernays). Erstauflage 1955; 1969 University of Oklahoma Press.
- Biography of an Idea: Memoirs of Public Relations Counsel Edward L. Bernays. Simon and Schuster, New York 1965; deutsch: Biographie einer Idee. Die hohe Schule der PR. Lebenserinnerungen. Übersetzt von Ulf Pacher, bearbeitet von Carl Hundhausen. Econ, Düsseldorf/Wien 1967.
- The Future of Public Relations. Reprint of a talk, delivered at the Rotary Club Of New York, February 10, 1972.

## Dokumentarfilm
- Adam Curtis: The Century of the Self. England, 2002. Vierteilige Dokumentation auf BBC
- Jimmy Leipold: Edward Bernays und die Wissenschaft der Meinungsmache. Frankreich, 2017, auf Arte.[36]